# Autobahnkreuz Ölper
Das Autobahnkreuz Ölper ist ein Autobahnkreuz im Nordwesten der kreisfreien Stadt Braunschweig in Niedersachsen. Hier kreuzen sich die Bundesautobahn 391 (Braunschweiger Westtangente) und die Bundesautobahn 392 (Braunschweiger Nordtangente).

## Lage und Bauform
Das Autobahnkreuz befindet sich im Stadtgebiet Braunschweigs. Im Westen grenzen Gewerbegebiete direkt an die Rampen des Kreuzes an. Umliegende Stadtteile Braunschweigs sind Ölper und Lehndorf. Das Autobahnkreuz ist als Kleeblatt mit einer halbdirekten Rampe (in Fahrtrichtung von Osten (A 392, AS Braunschweig-Celler Straße) nach Süden (A 391, AS Braunschweig-Lehndorf)) realisiert. Aufgrund der räumlichen Nähe zur Anschlussstelle Celler Straße stehen an dieser zwei Möglichkeiten zur Auffahrt in Richtung des Autobahnkreuzes zur Verfügung. Direkt von der Celler Straße kommend ist die Weiterfahrt nach Norden und Westen möglich. Zur Weiterfahrt in Richtung Süden existiert an der Celler Heerstraße eine separate, direkt auf die halbdirekte Rampe führende, Auffahrt.

## Verkehrsaufkommen
| Von                                      | Nach                                  | Durchschnittliche tägliche Verkehrsstärke | Durchschnittliche tägliche Verkehrsstärke | Durchschnittliche tägliche Verkehrsstärke | Anteil Schwerlastverkehr | Anteil Schwerlastverkehr | Anteil Schwerlastverkehr |
| Von                                      | Nach                                  | 2005                                      | 2010                                      | 2015                                      | 2005                     | 2010                     | 2015                     |
| ---------------------------------------- | ------------------------------------- | ----------------------------------------- | ----------------------------------------- | ----------------------------------------- | ------------------------ | ------------------------ | ------------------------ |
| AS Braunschweig-Hansestraße (A 391)      | AK Ölper                              | 81.200                                    | 73.100                                    | 62.300                                    | 10,2 %                   | 7,9 %                    | 6,3 %                    |
| AK Ölper                                 | AS Braunschweig-Lehndorf (A 391)      | 78.800                                    | 71.800                                    | 47.900                                    | 08,3 %                   | 7,9 %                    | 7,2 %                    |
| AS Braunschweig-Watenbüttel-Nord (A 392) | AK Ölper                              | 23.900                                    | 20.800                                    | 19.000                                    | 04,1 %                   | 3,0 %                    | 6,2 %                    |
| AK Ölper                                 | AS Braunschweig-Celler Straße (A 392) | 24.300                                    | 30.500                                    | keine Daten                               | 2,8 %                    | 3,0 %                    | keine Daten              |